# Nemum
Nemum es un género de plantas herbáceas de la familia de las ciperáceas.

## Taxonomía
El género fue descrito por Nicaise Augustin Desvaux y publicado en Prodromus Plantarum Indiae Occidentalis xiv, 13. 1825. La especie tipo es: Nemum spadiceum (Lam.) Desv. ex Ham.

## Especies aceptadas
A continuación se brinda un listado de las especies del género Nemum aceptadas hasta febrero de 2014, ordenadas alfabéticamente. Para cada una se indica el nombre binomial seguido del autor, abreviado según las convenciones y usos.
- Nemum bulbostyloides (S.S.Hooper) J.Raynal
- Nemum equitans (Kük.) J.Raynal
- Nemum megastachyum (Cherm.) J.Raynal
- Nemum parviflorum Lye
- Nemum spadiceum (Lam.) Desv. ex Ham.